# Кайкан Петро Федорович
Петро Федорович Кайкан (нар. 7 травня 1921, село Новосілка Станиславівського воєводства, Польща, нині Тлумацького району Івано-Франківської області — 29 жовтня 2006, місто Івано-Франківськ) — український радянський і компартійний діяч. Депутат Верховної Ради УРСР 5—9-го скликань. Кандидат у члени ЦК КПУ в 1956—1960 р. Член Ревізійної комісії КПУ у 1960—1976 р.

## Біографія
Народився у селянській родині. Трудову діяльність розпочав у 1936 році в господарстві свого батька і на млині польського шляхтича.
Після приєднання західноукраїнських земель до Української РСР у вересні 1939 року став агентом районного Уповноваженого Наркомату заготівель СРСР, головою правління колгоспу «Нове життя» Тлумацького району Станіславської області.
У 1941—1946 р. — у Червоній армії. Учасник німецько-радянської війни. Служив командиром взводу.
У 1946 року — десятник-будівельник Ленінградського управління «Головгазпаливбуд».
20 грудня 1946 — серпень 1950 р. — завідувач Тлумацьким районним відділом сільського господарства Станіславської області.
Член ВКП(б) з 1949 року.
У 1950—1952 роках навчався у Львівській партійній школі.
У 1952—1953 р. — голова виконавчого комітету Тлумацької районної ради депутатів трудящих Станіславської області.
21 грудня 1953 — 1 червня 1955 р. — 1-й секретар Яремчанського районного комітету КПУ Станіславської області.
У червні 1955 — 21 листопада 1979 р. — голова виконавчого комітету Станіславської (Івано-Франківської) обласної ради депутатів трудящих.
Освіта вища. У 1965 році закінчив Заочну Вищу партійну школу при ЦК КПРС.
Потім — на пенсії. У 1980—1999 р. — голова спілки ветеранів Великої Вітчизняної війни Івано-Франківської області.

## Звання
- майор (5.06.1959)
- полковник (6.05.1977)

## Нагороди
- орден Леніна
- три ордени Трудового Червоного Прапора (22.03.1966)
- ордени
- медалі

## Електронні джерела
- Довідник з історії Комуністичної партії та Радянського Союзу [Архівовано 5 червня 2012 у Wayback Machine.](рос.)